# Kalimantan (cràter)
Kalimantan és un cràter de l'asteroide del cinturó principal (253) Mathilde, situat amb el sistema de coordenades planetocèntriques a -7.7 ° de latitud nord i 123.7 ° de longitud est. Fa un diàmetre de 2.7 km. El nom va ser fet oficial per la UAI l'any 2000 i fa referència a Kalimantan, conca de carbó d'Indonèsia.